# Stazione di Monte Falcone-Comunanza
La stazione di Monte Falcone-Comunanza è stata una stazione ferroviaria posta lungo la ex linea ferroviaria a scartamento ridotto Porto San Giorgio-Fermo-Amandola chiusa il 27 agosto 1956, era a servizio dei comuni di Montefalcone Appennino e di Comunanza.